# Wirsén (adelsätt)
Wirsén var en, numera utgången, svensk adelsätt.

## Historia
Ätten stammade från en bondesläkt från Virserum i Småland. Bondsonen Johan Wirsén (1738-1809), vilken tagit sitt efternamn efter hemsocknen, arbetade sig efter att ha tagit studentexamen i Åbo upp till regementsskrivare och revisor vid flottan på Sveaborg. Hans båda söner, Carl Johan (1777-1825) och Gustaf Fredrik (1779-1827) adlades båda den 19 mars 1812, dock under varsitt namn och nummer: Carl Johan som af Wirsén (nummer 2221) och Gustaf Fredrik under oförändrat namn med nummer 2222. Båda upphöjelserna var i enlighet med § 37 i 1809 års regeringsform, innebärande att endast ättens huvudman innehar adlig värdighet.
Gustaf Fredrik Wirsén, vilken med tiden blev statsråd och ledamot av Svenska Akademien, upphöjdes den 7 januari 1815 till friherre (introducerad som sådan under nummer 347) och den 11 maj 1826 till greve (nummer 139), allt i enlighet med § 37.
Ätten utgick på svärdssidan 1913 med Gustaf Fredriks sonson, ryttmästaren Carl Gustaf Fredrik Wirsén (1850-1913), och på spinnsidan 1953 med dennes dotter Maud, gift Gyllenstierna af Lundholm (1891-1953).